# Ni Centauri

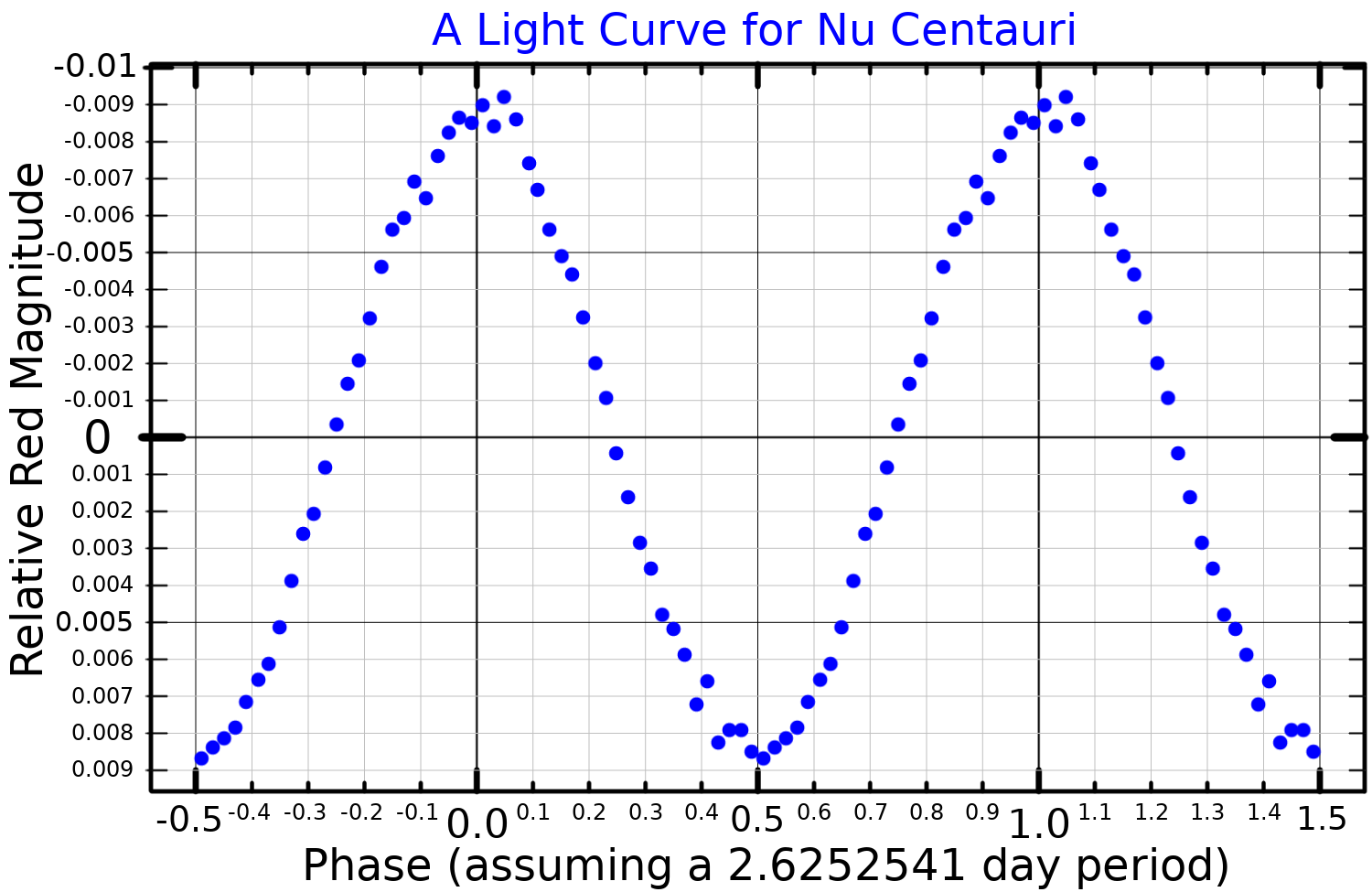
Una curva de luz para Nu Centauri, adaptado de Jerzykiewicz et al., MNRAS 503, 5554–5568 (2021).

Ni Centauri (ν Cen / HD 120307 / HR 5190) es una estrella en la constelación de Centauro de magnitud aparente +3,39.
No tiene nombre propio habitual, aunque en la astronomía china era conocida, junto a μ Centauri y φ Centauri, como Wei, «la balanza».
Es miembro de la asociación estelar Centaurus Superior-Lupus y se encuentra a 437 años luz de distancia del sistema solar.
Ni Centauri es una estrella blanco-azulada de tipo espectral B2; aunque catalogada como subgigante, sus características físicas corresponden a las de una estrella de 9,4 millones de años de edad todavía en la secuencia principal.
Su temperatura efectiva es de 22.950 K y su luminosidad, incluida la radiación ultravioleta emitida, es 4970 veces mayor que la del Sol.
Con un radio 4,5 veces más grande que el radio solar, gira sobre sí misma con una velocidad de rotación proyectada de 78 km/s, implicando un período de rotación inferior a 3 días.
Es una estrella ligeramente variable del tipo Beta Cephei —semejante por ejemplo a ε Centauri— con un período de variación de 0,17 días y figura también catalogada como variable elipsoidal rotante.
Asimismo, es una estrella Be débil que puede estar rodeada por un disco circunestelar.
Su masa es 9 veces mayor que la del Sol.
Ni Centauri es una binaria espectroscópica, estando su compañera tan próxima que su presencia sólo se ha detectado por espectroscopia. El período orbital del sistema es de 2,625 días. Nada se sabe sobre Ni Centauri B; si fuera una estrella de baja masa, la separación entre ambas sería de 0,08 UA.